# Sombacour
Sombacour ist eine ehemalige französische Gemeinde mit 626 Einwohnern (Stand: 1. Januar 2022) im Département Doubs in der Region Bourgogne-Franche-Comté. Sie gehörte zum Arrondissement Pontarlier. Die Bewohner werden Sombacourtois und Sombacourtoises genannt.
Der Erlass des Präfekten vom 27. September 2023 legte mit Wirkung zum 1. Januar 2024 die Eingliederung von Sombacour als Commune déléguée zusammen mit den früheren Gemeinden Bians-les-Usiers und Goux-les-Usiers zur neuen Commune nouvelle Val-d’Usiers fest.

## Geografie
Sombacour liegt auf 749 m Höhe, etwa 37 Kilometer südsüdöstlich von Besançon und etwa neun Kilometer nordwestlich von Pontarlier. Das Dorf erstreckt sich im Jura, am südlichen Rand des Hochplateaus von Val d’Usiers, am Fuß der Höhe des Bois des Raffours und am Eingang in die Talenge des Col des Roches.
Die Fläche des 19,30 km² großen ehemaligen Gemeindegebiets umfasst einen Abschnitt des französischen Juras. Der zentrale Teil des Gebietes wird vom Plateau des Val d’Usiers mit der Mulde von Sombacour eingenommen, die durchschnittlich auf 730 m liegt. Gegen Westen steigt das Plateau leicht an, und der Gemeindeboden reicht in die ausgedehnten Waldgebiete von Bois de Byans (bis 840 m) und Bois du Pessoul. Dazwischen befindet sich das Trockental der Combe d’Orgeval. Südöstlich von Sombacour leitet eine rund 100 m hohe Geländestufe zum Hochplateau von La Vrine über. Der Hang wird an verschiedenen Orten von Kalkfelsen gekrönt und wird nur durch die Klus von Col des Roches unterbrochen. Mit 907 m wird auf dem Plateau von La Vrine die höchste Erhebung von Sombacour erreicht. Das gesamte Gebiet besitzt keine oberirdischen Fließgewässer, weil das Niederschlagswasser im verkarsteten Untergrund versickert.
Umgeben wird Sombacour von den Nachbargemeinden und der Commune déléguée:
| Septfontaines   | Évillers                                    | Bians-les-Usiers (Commune déléguée) |
|                 | Kompassrose, die auf Nachbargemeinden zeigt | Dommartin                           |
| Chapelle-d’Huin | Chaffois                                    | Houtaud                             |

## Geschichte
Der Ortsname Sombacour leitet sich von den lateinischen Wörtern summa curtis (oberster Hof) her. Seit dem 13. Jahrhundert bildete Sombacour den Mittelpunkt der Herrschaft Usier, deren Burg sich auf dem Vorsprung oberhalb des Dorfes befand. Zusammen mit der Franche-Comté gelangte das Dorf mit dem Frieden von Nimwegen 1678 an Frankreich.

## Bevölkerungsentwicklung
| Sombacour: Einwohnerzahlen von 1793 bis 2021                                                                               | Sombacour: Einwohnerzahlen von 1793 bis 2021 | Sombacour: Einwohnerzahlen von 1793 bis 2021 | Sombacour: Einwohnerzahlen von 1793 bis 2021 | Sombacour: Einwohnerzahlen von 1793 bis 2021 |
| --- | -------------------------------------------- | -------------------------------------------- | -------------------------------------------- | -------------------------------------------- |
| Jahr |                                              |                                              |                                              | Einwohner                                    |
| 1793 | 1793                                         |                                              | 464                                          | 464                                          |
| 1800 | 1800                                         |                                              | 388                                          | 388                                          |
| 1806 | 1806                                         |                                              | 509                                          | 509                                          |
| 1821 | 1821                                         |                                              | 514                                          | 514                                          |
| 1831 | 1831                                         |                                              | 580                                          | 580                                          |
| 1836 | 1836                                         |                                              | 596                                          | 596                                          |
| 1841 | 1841                                         |                                              | 621                                          | 621                                          |
| 1846 | 1846                                         |                                              | 625                                          | 625                                          |
| 1851 | 1851                                         |                                              | 584                                          | 584                                          |
| 1856 | 1856                                         |                                              | 567                                          | 567                                          |
| 1861 | 1861                                         |                                              | 575                                          | 575                                          |
| 1866 | 1866                                         |                                              | 565                                          | 565                                          |
| 1872 | 1872                                         |                                              | 542                                          | 542                                          |
| 1876 | 1876                                         |                                              | 539                                          | 539                                          |
| 1881 | 1881                                         |                                              | 564                                          | 564                                          |
| 1886 | 1886                                         |                                              | 550                                          | 550                                          |
| 1891 | 1891                                         |                                              | 525                                          | 525                                          |
| 1896 | 1896                                         |                                              | 560                                          | 560                                          |
| 1901 | 1901                                         |                                              | 564                                          | 564                                          |
| 1906 | 1906                                         |                                              | 563                                          | 563                                          |
| 1911 | 1911                                         |                                              | 532                                          | 532                                          |
| 1921 | 1921                                         |                                              | 511                                          | 511                                          |
| 1926 | 1926                                         |                                              | 530                                          | 530                                          |
| 1931 | 1931                                         |                                              | 515                                          | 515                                          |
| 1936 | 1936                                         |                                              | 518                                          | 518                                          |
| 1946 | 1946                                         |                                              | 478                                          | 478                                          |
| 1954 | 1954                                         |                                              | 507                                          | 507                                          |
| 1962 | 1962                                         |                                              | 478                                          | 478                                          |
| 1968 | 1968                                         |                                              | 463                                          | 463                                          |
| 1975 | 1975                                         |                                              | 464                                          | 464                                          |
| 1982 | 1982                                         |                                              | 512                                          | 512                                          |
| 1990 | 1990                                         |                                              | 514                                          | 514                                          |
| 1999 | 1999                                         |                                              | 524                                          | 524                                          |
| 2006 | 2006                                         |                                              | 573                                          | 573                                          |
| 2015 | 2015                                         |                                              | 624                                          | 624                                          |
| 2021 | 2021                                         |                                              | 629                                          | 629                                          |
| Quelle(n): EHESS/Cassini bis 1999, INSEE ab 2006 Anmerkung(en): Ab 1962 offizielle Zahlen ohne Einwohner mit Zweitwohnsitz |                                              |                                              |                                              |                                              |

Nachdem die Einwohnerzahl in der ersten Hälfte des 20. Jahrhunderts abgenommen hatte (1901 wurden noch 564 Personen gezählt), wurde seit Beginn der 1970er Jahre wieder ein leichtes Bevölkerungswachstum verzeichnet.

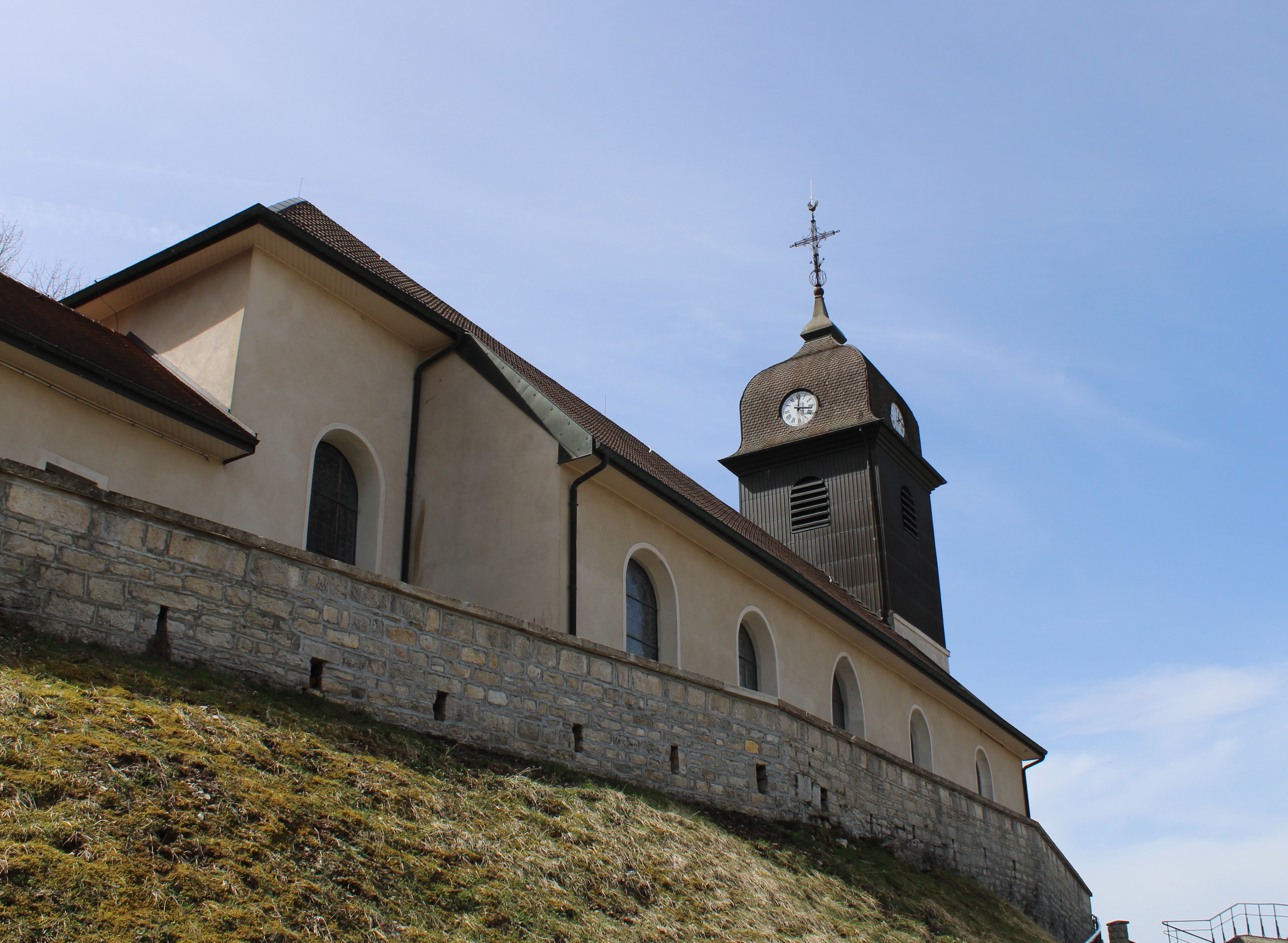
Kirche Saint-Gervais-Saint-Protais

## Sehenswürdigkeiten
Die Dorfkirche Saint-Gervais-Saint-Protais wurde ab 1493 im gotischen Stil erbaut. Der Kalvarienberg mit Kreuzweg-Stationen wurde von 1895 bis 1956 errichtet. Von der ehemaligen mittelalterlichen Burg Usiers sind Ruinen erhalten.

## Wirtschaft und Infrastruktur
Sombacour war bis weit ins 20. Jahrhundert hinein ein vorwiegend durch die Landwirtschaft, insbesondere Milchwirtschaft und Viehzucht, und durch die Forstwirtschaft geprägtes Dorf. Daneben gibt es heute einige Betriebe des lokalen Kleingewerbes, unter anderem eine Sägerei. Mittlerweile hat sich das Dorf auch zu einer Wohngemeinde gewandelt. Viele Erwerbstätige sind Wegpendler, die in den größeren Ortschaften der Umgebung ihrer Arbeit nachgehen.
Die Ortschaft liegt abseits der größeren Durchgangsstraßen an einer Departementsstraße, die von der Hauptstraße D72 (Pontarlier – Salins-les-Bains) nach Ouhans führt. Weitere Straßenverbindungen bestehen mit Chaffois und Chantrans.